# Nakłady
Nakłady – wydatkowane w procesie produkcji kapitały przeznaczone na zakup niezbędnych środków i przedmiotów pracy (infrastruktura, surowce, materiały, narzędzia, energia, robocizna). Nakłady wyrażają odpowiednio wycenione celowe zużycie zasobów, przy czym jest to pojęcie szersze niż „koszty”.
W związku z brakiem jednoznacznych ustaleń termin „nakłady” jest często odmiennie definiowany i interpretowany w literaturze i praktyce gospodarczej.
Rodzaje nakładów:
- Nakłady bieżące – zużywane są w przyjętej jednostce czasu (np. 1 cykl produkcji, 1 rok).
- Nakłady inwestycyjne – zużywają się i przynoszą efekty produkcyjne po upływie dłuższego czasu.